# Folwark Sielce

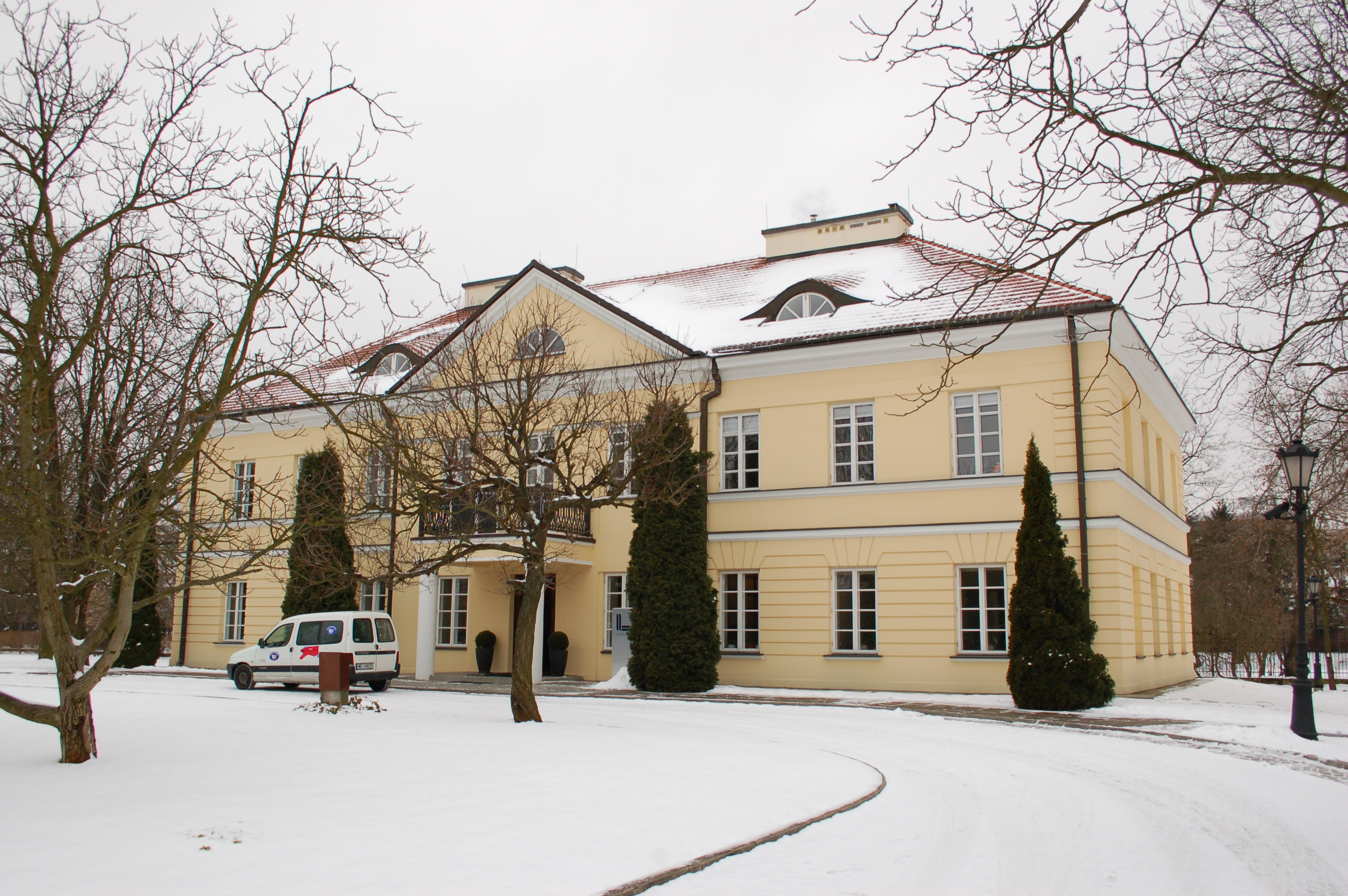
Korpus główny pałacu od strony dziedzińca. Zima 2012/13

Folwark Sielce w Warszawie – dawny folwark królewski założony między 1775 a 1786 rokiem przez króla Stanisława Augusta Poniatowskiego, usytuowany na terenie Sielc, w bezpośrednim sąsiedztwie Łazienek Królewskich. Obecnie znajduje się przy ulicy Zbyszka Cybulskiego 3 w Warszawie.
W skład dawnego folwarku wchodzi centralny, klasycystyczny budynek pałacowy i dwie flankujące go oficyny, kompleks zabudowań gospodarczych, oraz ogród w stylu angielskim. Do dziś z dawnego folwarku zachował się jedynie pałac i jego oficyny, oraz pozostałości ogrodu (obecny Park Sielecki). Folwark został wpisany do rejestru zabytków pod numerem rejestracyjnym 50 z dnia 12 września 1977 roku (obecnie błędnie jako ulica Chełmska 21).

## Historia
Folwark na Sielcach istniał już w XVI wieku, jednak nie zachowały się żadne informacje na jego temat. Z całą pewnością pierwszy murowany kompleks pałacowy został założony pod koniec XVIII wieku przez króla Stanisława Augusta Poniatowskiego, który od roku 1775 dzierżawił tereny Sielc, na których utworzył angielski park krajobrazowy z centralnie umieszczonym stawem (obecny Park Sielecki). Kompleks folwarku Sielce składający się z korpusu głównego i oficyn (oficyna południowa jest na planie ucięta) jest wyraźnie widoczny na samym dole planu miasta Warszawy opracowanego przed 1796 rokiem przez niemieckiego kartografa Daniela Friedricha Sotzmanna, a wydanego drukiem przez Carla C. Jättinga w roku 1796. Obecność zabudowań folwarku na tym planie miasta w oczywisty sposób oznacza, że założenie pałacowe musiało powstać wcześniej, tj. jeszcze za życia i panowania Stanisława Augusta Poniatowskiego (zm. 1795 r.). Ponadto kompleks zabudowań pałacowych wraz z parkiem krajobrazowym i stawem połączonym kanałem z systemem wodnym stawów w Łazienkach Królewskich, jest w całej okazałości widoczny na innym, anonimowym, zapewne niemieckim planie miasta Warszawy i okolic, także z 1796 roku (przechowywanym w Archiwum Głównym Akt Dawnych pod sygnaturą 86-19) rytowanym przez znanego ówczesnego rytownika i kartografa Teofila Jakuba Marstalskiego (1746-1786). Sądzac po rozbieżności dat publikacji planu miasta i śmierci Marstalskiego, wnioskować należy, iż plan ten jest powieleniem wcześniejszego planu z I połowy lat 80. XVIII wiwku. Z całą pewnościa przyjać zatem należy, że powstanie Folwarku Sielce miało miejsce przed 1786 rokiem, lecz nie wcześniej niż w roku 1775 kiedy to Stanisław August Poniatowski stał się dzierżawcą Sielc i utworzył tam park krajobrazowy.
Idea założenia folwarku na Sielcach najprawdopodobniej była związana z polityką ożywiania gospodarki kraju, prowadzoną przez monarchę. Tego typu folwarki królewskie z założenia miały być samowystarczalne; płody rolne i dobra w nich wytwarzane produkowane były z myślą o sprzedaży zasilającej królewski skarbiec. W okresie swojego panowania, Stanisław August Poniatowski ufundował w okolicy Warszawy wiele folwarków o takim profilu działalności. Budowane w nich pałace miały najczęściej charakter skromnych rezydencji podmiejskich i letnich, służyły jako podróżne przystanki dla króla, osób z jego otoczenia i wysłanników, często były oddawane w dzierżawę, niekiedy też stawały się prezentami dla nowo uszlachconych rodów. Sielecki pałac nazywano dawniej "Łaźnią", lub "Łaźnią Poniatowskiego", jednak trudno dziś ustalić pochodzenie i zasadność tej nazwy. Z całą pewnością już w roku 1784 Folwark był już własnością króla, figuruje bowiem (pod numerem Czerniakowska 3014) w spisie posesji Warszawy i okolic jako należący do Jego Królewskiej Mości. Biorąc pod uwagę powyższe okoliczności i fakty, a także bliskość Łazienek i Pałacu na Wyspie, istnieje duże prawdopodobieństwo, że Stanisław August Poniatowski mógł niejednokrotnie wizytować zabudowania folwarku Sielce w latach 80. i 90. XVIII-wieku. Co wiecej, na planie Warszawy autorstwa francuskiego kartografa Pierre'a Tardieu z 1790 roku wyraźnie widoczna jest droga biegnąca z łazienkowskiego Pałacu na Wyspie w kierunku miejsca w którym znajdują się zabudowania folwarku Sielce. Dodatkowo potwierdza to ówczesne istnienie folwarku a także biorąc pod uwagę istniejące wówczas wodne połączenie stawu sieleckiego z kompleksem stawów w sąsiednich Łazienkach Królewskich - podkreśla jego znaczenie w ramach królewskiej koncepcji rozszerzania kompleksu Łazienek (która to ostatecznie nie została zrealizowana z powodu abdykacji i śmierci monarchy).
W roku 1820 pałac i otaczające go tereny zostały sprzedane przez spadkobierców króla i stały się własnością wielkiego księcia Konstantego i zostały włączone do pobliskiego majątku Belweder. Wielki książę był przez niektórych badaczy błędnie uważany za fundatora pierwszego założenia pałacowego na terenie sieleckiego folwarku. Wątpliwości związane z czasem powstania budynku i parku wynikały z faktu, że pałac został zbudowany w stylu obowiązującym w Polsce w latach około 1790–1830; ponadto nie jest on wzmiankowany w źródłach pisanych sprzed 1820 roku. Dzięki odnalezieniu planu Warszawy Sotzmanna z 1796 roku możemy dziś z pewnością przyjąć, że słowo "folwark" użyte do opisania posesji we wspomnianym spisie posesji z 1784 roku odnosiło się zarówno do parceli, jak i stojącego już na niej pałacu z dwoma oficynami.
Na początku XIX wieku folwarkiem zarządzał Zarząd Księstwa łowickiego należący do żony wielkiego księcia – Joanny Grudzińskiej. Po jej śmierci w 1831 roku, zgodnie ze sporządzonym testamentem sielecki majątek otrzymał ówczesny król Polski, car Mikołaj I.
Po zachodniej stronie pałacu rozciągał się angielski park krajobrazowy o powierzchni blisko 11 hektarów. Z całą pewnością park ten istniał już za panowania Stanisława Augusta Poniatowskiego. Historycy w przeszłości przyjmowali, że jeżeli pałac został zbudowany około 1820 roku, to z dużym prawdopodobieństwem jego projektantem był Jakub Kubicki, w owym okresie realizujący w Warszawie wiele zleceń dla administracji państwowej. Obecnie luźno założyć można jedynie, że Kubicki mógł być autorem jedynie przebudowy lub renowacji istniejącego już, XVIII-wiecznego założenia pałacowego, na co jednak nie istnieją żadne dowody. Nie zachowały się żadne dane dotyczące ewentualnego wystroju wnętrz pałacu. Sądząc jednak po niewielkich rozmiarach budynku i oficyn, oraz bardzo prostej dekoracji zewnętrznej, wystrój wnętrz był raczej skromny i zachowawczy, typowy dla niezbyt zamożnych dworów szlacheckich. Naprzeciwko wiodącej do pałacowego ogrodu bramy od roku 1853 stał krzyż ufundowany przez mieszkańców okolicy, a będący wotum dziękczynnym za ocalenie podczas epidemii cholery. Do lat dwutysięcznych naprzeciwko bramy wjazdowej do folwarku stał drewniany krzyż przydrożny zaaranżowany w formie kapliczki; prawdopodobnie był on następcą krzyża z 1853 roku.
Tak o folwarku pisał Henryk Dziewulski w 14. numerze Tygodnika Ilustrowanego z 4 kwietnia 1908 roku (str. 279):

Urocza miejscowość, Sielce pod Warszawą, której widoki podajemy w numerze dzisiejszym, zapewne dobrze jest znana czytelnikom. Pośród pięknego i obszernego parku, przeciętego wartką strugą wód, miejscami rozlewających się w malownicze stawy, wznoszą się dwa pałace, większy i mniejszy, ten ostatni wielce oryginalny, bo każda strona tego pałacu posiada inny styl architektoniczny. Park kończy się sadem owocowym, w którym pełno drzew morwowych, do niedawna bowiem w Sielcach hodowano z powodzeniem jedwabniki i wyrabiano jedwab surowy.  Sielce obecnie wchodzą w skład posiadłości Belwederu i stanowią osobistą własność cesarską. Dawniej zaś było inaczej. Grunty belwederskie były początkowo własnością książąt Mazowieckich, którzy nadali je księżom Augustynom warszawskim, a od tych ostatnich nabył je król Zygmunt III. Syn jego, Władysław IV, darował te grunty Bartłomiejowi Pękelowi, kapelmistrzowi nadwornemu. W r. 1659 kupił je Krzysztof Pac, kanclerz wielki litewski, i wybudował na nich dla swej żony, Klary Izabeli, z domu Mailly-Lascaris, rodem Włoszki, pałac, dla pięknego widoku przezwany Belwederem. Od Paców przechodził Belweder w różne ręce, wreszcie w r. 1764 od Lubomirskich kupił go Stanisław Poniatowski, stolnik litewski, później zaś król Polski. Od spadkobierców króla, a mianowicie od hrabiny Tyszkiewiczowej, z domu Poniatowskiej, siostry księcia Józefa Poniatowskiego, w długu otrzymał Belweder Onufry Kicki, senator-wojewoda, a potem córka tegoż, Teresa Kicka, sławna w swoim czasie piękność, o której rękę i kolosalny posag ubiegała się najświetniejsza współczesna młodzież. Nareszcie, w 1818 roku Belweder od wspomnianej Teresy Kickiej kupiony był przez Wielkiego Księcia Konstantego za 180,000 zł. i (szczegół charakterystyczny) za 300 czerwonych złotych „porękawicznego”, jak stoi w akcie kupna, do którego stanęli: w imieniu Teresy Kickiej – Henryk hrabia Zabiełło, szambelan cesarski, i z ramienia Wielkiego Księcia Konstantego – Ksawery Kossecki, generał brygady, radca, sekretarz stanu Królestwa Polskiego. W roku 1821 zbudowany został obecnie istniejący pałac belwederski podług planów Jakóba Kubickiego. Wcześniej zaś o rok, mianowicie w roku 1820, na mocy ukazu cesarskiego z dnia 8/20 czerwca, w Carskim Siole wydanego, do posiadłości belwederskich przyłączone zostały Sielce, które wchodziły w skład ekonomii Mokotów. Wspomniany ukaz brzmi w następujący sposób: „Zważywszy, ile połączenie folwarku, Sielce zwanego, składającego część ekonomii warszawskiej, do pałacu i posesyi Belweder, będącej własnością najukochańszego Naszego brata, Wielkiego Księcia Konstantego, przyłożyłoby się do przyozdobienia okolic stolicy Królestwa, postanowiliśmy i stanowimy: folwark Sielce przyłączonym zostanie titulo gratuito i na wieczne czasy do pałacu Belweder. Obecnie, o ile mi wiadomo, zarząd pałaców cesarskich skłonny byłby do odstąpienia Sielc w ręce prywatne, o ile znalazłby się odpowiedni i solidny nabywca.
HENRYK DZIEWULSKI".

W 1832 roku, po upadku Powstania listopadowego, pałac przemieniono na miejsce wypoczynku dygnitarzy wojskowych. Nie posiadał on jednak własnego umeblowania. Ostatni raz gościli w nim książęta zagraniczni w 1879 roku. Wówczas całe umeblowanie przysłane zostało z magazynów Zarządu Pałacowego w Łazienkach. Jak donosiło "Słowo" z 31 stycznia 1911 roku, wówczas pałac składał się z 24 pokoi i dodatkowych ubikacji. Od tego okresu datuje się stopniowe popadanie pałacu w ruinę. Od około 1907 roku dzierżawą posiadłości od Zarządu Pałaców Cesarskich był zainteresowany Zarząd Miasta Warszawy, który chciał przekształcić kompleks w park miejski. W 1911 roku posiadłość została wydzierżawiona na okres 25 lat przez byłego dzierżawcę browaru wilanowskiego, niejakiego Włodarczyka za kwotę 3300 rubli rocznie. W tym czasie folwark łącznie ze stawem i 12 budynkami gospodarczymi zajmował obszar 48 morgów. Włodarczyk wyrąbał wysokopienne drzewa liściaste na obszarze 28 morgów w celu założenia ogrodu owocowego. Po stronie wschodniej pałacu planowana była budowa letnich i zimowych will, która jednak nie doszła do skutku. W 1916 roku gubernator Warszawy, Hans von Beseler przyłączył Sielce i folwark sielecki do obszaru miasta Warszawy.

## Okres międzywojenny, II wojna światowa
W roku 1918, po odzyskaniu niepodległości zarząd miasta zaczął czynić starania aby dewastowaną posiadłość zrewitalizować, a ogród angielski przekształcić ogólnodostępny park. W 1932 roku oczyszczono i pogłębiono dno stawu w celu osuszenia parku; w celu zapewnienia stałej cyrkulacji świeżej wody przebito także istniejący do dziś kanał dopustowy od fosy fortu Czerniakowskiego. 26 kwietnia 1932 roku zostało zawiązane Towarzystwo Przyjaciół Belwederu, Czerniakowa, Sielc i Siekierek, które sprawowało pieczę nad oddanym do użytku publicznego parkiem. W 1933 roku w południowej oficynie pałacu, Towarzystwo "Opieka" działające przy pobliskiej parafii pod wezwaniem św. Bonifacego przy ul. Czerniakowskiej, utworzyło świetlicę dla ubogich dzieci. Na zdjęciach dokumentujących otwarcie świetlicy widoczny jest również korpus główny pałacu od strony dziedzińca wjazdowego. Okres Powstania Warszawskiego pałac przetrwał najprawdopodobniej bez większych strat: pokryte dachem zabudowania pałacowe są widoczne na zdjęciach lotniczych wykonanych przez żołnierzy radzieckich w 1945 roku. Z zachowanych relacji wiadomo, że podczas powstania spaleniu z pewnością uległy zabudowania gospodarskie.
Na dawnych planach Warszawy przypałacowy park posiada niezachowane do dziś elementy. Plany Lindleya z przełomu XIX i XX wieku pokazują nieco odmienne ukształtowanie zbiornika wodnego oraz jego nieistniejące już okanałowanie od strony północnej; ponadto przy pałacu widoczna jest niezachowana do dziś mała kwadratowa budowla, prawdopodobnie ogrodowa altana.

## Okres PRL i czasy współczesne
W okresie PRL-u kompleks zabudowań został odseparowany od parku żelaznym ogrodzeniem stojącym do dziś. Pałac i przyległe do niego oficyny przeszły pod kuratelę pobliskiej Wytwórni Filmów Dokumentalnych i Fabularnych. Pomieszczenia rozparcelowano i zamieniono na mieszkania pracownicze. Po 1989 roku budynki zaczęły popadać w ruinę. Ostatni lokatorzy opuścili budynek około 2000 roku; od tego momentu przez pięć lat pałac był dewastowany i rozkradany. Doszczętnie zdemolowany pałac został wydzierżawiony Polskiej Konfederacji Pracodawców Prywatnych "Lewiatan" w 2005 roku, dzięki czemu doczekał się on gruntownego remontu. Rewitalizacja nie przewidywała odtworzenia wnętrz historycznych. Co więcej, podczas remontu do pałacu od strony parku dobudowano nieoryginalny balkon, zaś od strony dziedzińca portyk balkonowy, oba wsparte na kolumnach. Ze względu na zły stan techniczny rozbiórce uległa też oryginalna ceglana brama wjazdowa na teren folwarku od strony ulicy Chełmskiej; zastąpiono ją jej betonową kopią. Obecnie kompleks jest własnością Skarbu Państwa, lecz jako dzierżawa nie jest udostępniony publiczności. Teren wchodzący w skład obecnego kompleksu obejmuje około 1 ha.
Dawny park angielski został w większości rozparcelowany i zabudowany w okresie powojennym; jego pozostałości (staw, resztki drzewostanu) tworzą dziś Park Sielecki. Na terenie dawnego ogrodu znajduje się dziś m.in. zbudowany jeszcze przed II wojną światową kościół św. Kazimierza (ul. Chełmska 21a), oraz powstały w 1961 roku budynek obecnego gimnazjum nr 3 im. J. Piłsudskiego (ul. Chełmska 23, dawniej szkoła podstawowa nr 113 im. L. Szenwalda, później K. Makuszyńskiego).

## Mały Pałacyk
Z informacji Henryka Dziewulskiego zamieszczonych w cytowanym 14. numerze Tygodnika Ilustrowanego z 4 kwietnia 1908 roku (str. 279) wynika, że w pobliżu sieleckiego pałacu stał także drugi, mniejszy pałacyk, co potwierdzają zachowane fotografie dóbr sieleckich z tego okresu. Na podstawie stylu architektonicznego można domniemywać, że był to budynek zbudowany pod koniec XVIII wieku lub najprawdopodobniej w I połowie XIX w stylu historyzującego, eklektycznego neogotyku typowego dla budowli pałacowych i ogrodowych tego okresu. Obiekt posiadał cztery elewacje, każdą w innym stylu architektonicznym, oraz charakterystyczną neogotycką wieżyczkę; znajdował się kilka metrów na południowy wschód od południowej oficyny pałacu głównego. Położenie pałacyku jest zaznaczane jeszcze na planach Warszawy Lindleya z 1900–1901 roku, a także na mapach i zdjęciach lotniczych Warszawy z okresu międzywojennego. Obiekt nie zachował się do naszych czasów, ostatni raz pojawia się na zdjęciu lotniczym z 1945 roku, zapewne rozstał rozebrany w okresie po II wojnie światowej w wyniku ingerencji w kształt lub rewitalizacji parku sieleckigo.